# 第1次キャメロン内閣
第1次キャメロン内閣（だいいちじキャメロンないかく）は、デーヴィッド・キャメロンによって組閣されたイギリスの内閣。2010年5月6日に行われた総選挙により、第一党となった保守党と、第三党となった自由民主党との連立内閣。総選挙後、第二党に転落した労働党のゴードン・ブラウン首相が辞任。女王エリザベス2世の任命により2010年5月11日にキャメロンが首相に就任し、翌日の5月12日に組閣を実行。翌13日に初閣議を行った。

## 概説

### 戦後初の連立内閣
この総選挙ではどの政党も単独で議席の過半数を占めることができず、議会はハング・パーラメント（宙吊り議会）となったため、比較第一党となった保守党と第三党となった自由民主党が連立内閣を組むことになり、自由民主党からは副首相となったニック・クレッグ党首を含め5名が入閣した。
英国で連立内閣が組まれるのは、第二次世界大戦中の大連立となった1940年から1945年までのチャーチル挙国一致内閣以来のことで、戦後では初。議会がハング・パーラメントとなったことは戦後ではこれまでに1974年2月の総選挙の後と2017年の総選挙の後の2例があるが、どちらの場合も比較第一党となった政党が少数与党内閣を組み小政党からの閣外協力を得ながらその場をしのいだ後に、あまり時間を置かない時期に解散・やり直し選挙を行って単独過半数の確保を実現している。

### 影の内閣との関係
通常、イギリスで政権交代が起きた際は、それまでの野党が組んでいた影の内閣の「大臣」がそのまま正式な大臣に就任することが通例である。しかし、キャメロン内閣では連立政権のためにいくつかのポストを自由民主党に譲ったため、影の内閣の名簿と、組閣後の閣僚名簿にズレが生じている。また自由民主党側も、実際に就任したポストと影の内閣の名簿の間には若干の差異がある。

### その他
デービッド・キャメロン、ニック・クレッグという現職の党首2名に、ウィリアム・ヘイグ、イアン・ダンカン・スミスという過去に党首を経験した2名を加えた、党首の経験者を4名も抱える異例の布陣である。
また、日本人の血を引く（クォーター・母方の祖母が日本人）イアン・ダンカン・スミスに、日本で英語教師を務めた経験を有するジェレミー・ハント、そして父親が大和日英基金の理事で母親（オランダ人）が幼少期にインドネシアで日本軍によって抑留された経験のあるニック・クレッグと、様々な形で日本に縁のある閣僚も目立つ。

### スキャンダル
- 2010年5月28日、英紙デーリー・テレグラフがデイヴィッド・ローズ（英語版）財務担当相が2009年9月までの約8年間に渡り、交際相手の同性パートナーが所有する住宅を間借りし、賃料4万ポンド（約530万円）以上を議員経費として受け取っていたと報じた。[4]英国議会では、昨年経費流用スキャンダルが噴出して調査が行われたが、ローズは「大家」が交際相手であることを申告していなかった。議院規則は、議員経費を「パートナー」からの住宅賃借にあてることを禁じている。ローズ本人はこれを事実と認め謝罪し、5月29日に辞任を表明[5]。後任にはスコットランド大臣だったダニー・アレグザンダーが横滑りで就任した。
- 2011年10月14日、リアム・フォックス国防相が友人に国防省への自由な出入りを許していたほか、外遊にも同行させていたとして辞任を表明。後任には運輸大臣だったフィリップ・ハモンドが横滑りで就任した[6]。

## 閣僚
| 所属政党 |            | 保守党 |
| 所属政党 | 自由民主党 |        |

| 役職                                                                | 画像 | 大臣                                                               | 大臣                                                         |
| ------------------------------------------------------------------- | ---- | ------------------------------------------------------------------ | ------------------------------------------------------------ |
| 首相 第一大蔵卿 行政機構担当大臣 （保守党党首）                     |      |                                                                    | デービッド・キャメロン MP                                    |
| 副首相 枢密院議長 (政治システム・憲法の改革担当) （自由民主党党首） |      |                                                                    | ニック・クレッグ MP                                          |
| 外務・英連邦大臣                                                    |      |                                                                    | ウィリアム・ヘイグ MP                                        |
| 財務大臣                                                            |      |                                                                    | ジョージ・オズボーン MP                                      |
| 大法官 司法大臣                                                     |      |                                                                    | ケネス・クラーク QC MP Kenneth Clarke                        |
| 内務大臣 女性・平等担当大臣                                         |      |                                                                    | テリーザ・メイ MP                                            |
| 国防大臣                                                            |      |                                                                    | リアム・フォックス MP （～2011年10月14日）                   |
| 国防大臣                                                            |      | フィリップ・ハモンド MP Philip Hammond（2011年10月14日～）         |                                                              |
| ビジネス・イノベーション・職業技能大臣 （自由民主党副党首）         |      |                                                                    | ヴィンス・ケイブル MP Vince Cable                            |
| 雇用・年金大臣                                                      |      |                                                                    | イアン・ダンカン・スミス MP                                  |
| エネルギー・気候変動大臣                                            |      |                                                                    | クリス・ヒューン MP Chris Huhne（～2012年2月3日）            |
| エネルギー・気候変動大臣                                            |      | エド・デイビー MP Edward Davey（2012年2月3日～）                   |                                                              |
| 保健大臣                                                            |      |                                                                    | アンドルー・ランズリー CBE MP Andrew Lansley                 |
| 教育大臣                                                            |      |                                                                    | マイケル・ゴーヴ MP                                          |
| コミュニティー・地方政府大臣                                        |      |                                                                    | エリック・ピックルズ MP Eric Pickles                         |
| 運輸大臣                                                            |      |                                                                    | フィリップ・ハモンド MP Philip Hammond（～2011年10月14日）   |
| 運輸大臣                                                            |      | ジャスティン・グリーニング MP Justine Greening（2011年10月14日～） |                                                              |
| 環境・食糧・農村大臣                                                |      |                                                                    | キャロライン・スペルマン MP Caroline Spelman                 |
| 国際開発大臣                                                        |      |                                                                    | アンドリュー・ミッチェル MP Andrew Mitchell                  |
| 北アイルランド大臣                                                  |      |                                                                    | オーウェン・ピーターソン MP Owen Paterson                    |
| スコットランド大臣 (副首相補佐)                                     |      |                                                                    | ダニー・アレグザンダー MP Danny Alexander（～2010年5月29日） |
| スコットランド大臣 (副首相補佐)                                     |      | マイケル・ムーア MP Michael Moore（2010年5月29日～）               |                                                              |
| ウェールズ大臣                                                      |      |                                                                    | シェリル・ギラン MP Cheryl Gillan                            |
| 文化・オリンピック・メディア・スポーツ大臣                          |      |                                                                    | ジェレミー・ハント MP Jeremy Hunt                            |
| 財務省主席担当官                                                    |      |                                                                    | デイヴィッド・ローズ MP David Laws（～2010年5月29日）        |
| 財務省主席担当官                                                    |      | ダニー・アレグザンダー MP Danny Alexander（2010年5月29日～）       |                                                              |
| 貴族院院内幹事 ランカスター公領大臣                                 |      |                                                                    | 第2代ストラスクライド男爵 PC The Lord Strathclyde            |
| 無任所大臣 (保守党チェアパーソン)                                   |      |                                                                    | レディ・ワルジ PC The Baroness Warsi                         |
| 下記の役職者も閣議に出席                                            |      |                                                                    |                                                              |
| 内閣府担当大臣 財務省主計長官                                       |      |                                                                    | フランシス・モーデ MP Francis Maude                          |
| 閣外相 (内閣府) (首相補佐)                                          |      |                                                                    | オリバー・レトウィン Oliver Letwin                           |
| 大学・科学担当大臣                                                  |      |                                                                    | デイヴィッド・ウィレッツ David Willetts                      |
| 庶民院院内総務 王璽尚書                                             |      |                                                                    | サー・ジョージ・ヤング准男爵 MP Sir George Young             |
| 財務政務次官 庶民院院内幹事                                         |      |                                                                    | パトリック・マクローリン MP Patrick McLoughlin               |
| 下記の役職者も必要に応じて閣議に出席                                |      |                                                                    |                                                              |
| 法務長官                                                            |      |                                                                    | ドミニク・グリーブ QC Dominic Grieve                         |

※略称については以下を参照
- MP 「Member of Parliament」を略した称号。　（下院議員）
- PC 「Privy Councilor」を略した称号。（枢密顧問官）
- QC 「Queen's Counsel」を略した称号。（王室顧問弁護士[9]、勅選弁護士[10]）
- Bt 「Baronet」を略した称号。（準男爵）
- CBE「Commander（of the Order）of the British Empire」の略。（大英帝国勲章）